# Astrid Heeren
Astrid Heeren (Mannheim, 29 gennaio 1940) è un'attrice tedesca, nota per aver interpretato il ruolo di Gwen ne Il caso Thomas Crown (1968) e quello di Therese in Ardenne '44, un inferno (1969).

## Filmografia
- Il vizio e la virtù (Le Vice et la vertue), regia di Roger Vadim (1963)
- Il caso Thomas Crown (The Thomas Crown Affair), regia di Norman Jewison (1968)
- Ardenne '44, un inferno (Castle Keep), regia di Sydney Pollack (1969)
- Night of the Dark Full Moon, regia di Theodore Gershuny (1972)
- Silent Night, Bloody Night, regia di Theodore Gershuny (1972)